# Potez XV
Potez XV (русск. Потез пятнадцать) — французский разведывательный самолёт компании Potez.

## История
Первый полет Potez XV совершил в октябре 1921 года. Опытный образец показал хорошие летные характеристики и получил официальное одобрение в категории «двухместный наблюдатель». От военной авиации Франции был получен большой заказ на 300 самолетов, и первые поставки начались в конце 1923 года.
Серийные самолеты сохранили конфигурацию оригинальной модели за исключением металлических панелей на передней части фюзеляжа.

## Эксплуатанты
Болгария
- ВВС Болгарии

 Дания
- ВВС Дании

 Франция
- ВВС Франции

 Польша
- ВВС Польши

 Румыния
- ВВС Румынии

 Испания
- ВВС Испании

## Лётные данные
- Размах крыла, м: 12.70
- Длина, м: 8.60
- Высота, м: 3.20
- Площадь крыла, м²: 45.01
- Масса пустого самолета, кг: 1365
- нормальная взлетная, кг: 1870
- Тип двигателя: Lorraine-Dietrich
- Мощность, л. с.: 1 х 415
- Максимальная скорость, км/ч: 203
- Крейсерская скорость, км/ч: 187
- Практическая дальность, км: 570
- Продолжительность полета, ч: 3
- Практический потолок, м: 5250
- Экипаж: 2
- Вооружение: 1 синхронный 7.7-мм пулемет Vickers и 2 турельных 7.7-мм пулемета Lewis